# Plebejus christophi
Plebejus christophi är en fjärilsart som beskrevs av Otto Staudinger 1874. Plebejus christophi ingår i släktet Plebejus och familjen juvelvingar. Inga underarter finns listade i Catalogue of Life.